# St. Walburga (Beilngries)

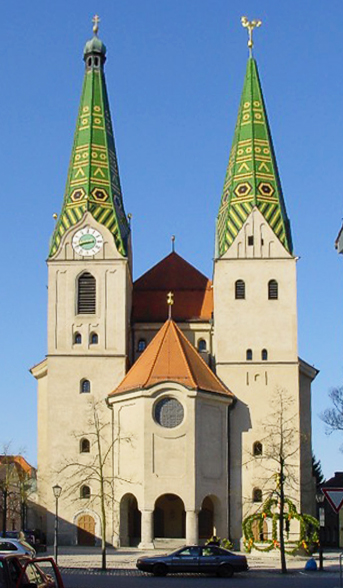
Außenansicht der Stadtpfarrkirche St. Walburga

Die römisch-katholische Stadtpfarrkirche St. Walburga in Beilngries im oberbayerischen Landkreis Eichstätt ist ein bedeutender neobarocker Bau mit weitgehend original barocker Ausstattung. Die Pfarrgemeinde gehört dem Bistum Eichstätt an und feiert ihr Patrozinium am 25. Februar, dem Gedenktag der heiligen Walburga.

## Geschichte
Die heutige Stadtpfarrkirche St. Walburga hatte verschiedene Vorgängerbauten. 1191 ist erstmals eine Kirche auf Pühelkirchen, einem Bergsporn der Arzberges, urkundlich erwähnt. Diese Kirche diente lange Zeit als Pfarrkirche. Daneben bestand im Talgrund innerhalb des um einen befestigten Edelsitz gewachsenen Ortes „Bilingriez“, ein zweites Kirchlein, wie aus einer Urkunde des Jahres 1305 ersichtlich ist. Damals wurde der „Turm bei der Kirche“ als Lehen vergeben. Dieser ehemalige Hausturm steht noch heute als nördlicherer Kirchturm. Er ist der älteste Teil der Pfarrkirche, ja das älteste Bauwerk der gesamten Stadt Beilngries und gehört bis zur Höhe des Glockengeschosses der romanischen Zeit an. Seine Entstehung dürfte in die zweite Hälfte des 12. Jahrhunderts zurückreichen.
Gegen 1445 erfolgte die Verlegung der Pfarrrechte von der Bühlkirche in die Ortskirche. Damals wurde diese erweitert und der erwähnte Turm in das Bauwerk einbezogen. 1458 ist die neue Kirche erstmals als Pfarrkirche St. Walburga genannt. Gegen Ende des 17. Jahrhunderts reichte die Kirche nicht mehr für die stark angewachsene Bevölkerung. Der Eichstätter Fürstbischof Johann Euchar Schenk von Castell (1685–1697) gelobte 1693 den Neubau der Beilngrieser Pfarrkirche. Der alte Bau aus dem 15. Jahrhundert wurde bis auf Teile der Außenmauern und des Turms niedergelegt. Nach den Plänen und unter der Leitung des Graubündner Baumeisters Johann Baptist Camesino wurde 1693/94 ein barocker Neubau erstellt. Die Hauptfassade befand sich unmittelbar an der jetzigen Hauptstraße; der bereits genannte Kirchturm stand etwas seitlich versetzt an der Westseite. Um diese Zeit dürfte der Turm seine heutige Gestalt erhalten haben. Er wurde um die Glockenstube erhöht und bekam die vier charakteristischen Spitzgiebel und den steilen Achteckhelm aufgesetzt. Vom Beginn des 18. Jahrhunderts stammt auch die Madonnenfigur auf dem neuen Brunnen vor der Pfarrkirche.
Gegen Ende des 19. Jahrhunderts erwies sich das Gotteshaus abermals als zu klein, die Beilngrieser gründeten zur Finanzierung eines Kirchenumbaus 1888 einen Kirchenbauverein. Langwierige und schwierige Planungen verzögerten den Baubeginn erheblich. Das bischöfliche Bauamt favorisierte die Errichtung einer neuromanischen Kirche mit nur einem Turm; die Beilngrieser fanden jedoch daran keinen Gefallen. Auf Betreiben des Beilngrieser Pfarrers, des Geistlichen Rats Hafner, entwarf der Münchner Architekt Wilhelm Spannagel 1906 den Plan einer großen neobarocken Kirche, der nach mehrmaliger Abänderung zur Ausführung kam. Im Laufe des Jahres 1910 erfolgte der Abbruch der alten Kirche außer den Turm, die Grundsteinlegung fand bereits am 14. Mai 1911 statt. Im November desselben Jahres war der Rohbau fertiggestellt. Der Bau ist eine Mischung aus moderner Bautechnik und überlieferter Handwerkskunst. Auf den starken Außenmauern ruht ein stählerner Dachstuhl. An diesem ist die bogenförmige, lediglich 10 cm dicke Rabbitzdecke aufgehängt, die allerdings weder begehbar noch belastbar ist. Nur so konnte der riesige Innenraum – das Kirchenschiff weist eine Länge von 60 m, eine Breite von 24 m und eine Höhe von 20 m auf – ohne Stützen und kostengünstig überspannt werden. Dagegen sind beispielsweise die großen seitlichen Rundfenster eine präzise handwerkliche Steinmetzarbeit aus heimischem Juragestein. Das Kirchenschiff verlegte man nach hinten; der alte Kirchturm befand sich nunmehr an der Nordostseite. Dadurch wurde nicht nur der Raum für eine repräsentative Fassade neu gewonnen, sondern auch die Schaffung eines freien Platzes inmitten der ansonsten sehr beengten Altstadt ermöglicht. Nach kurzer, lediglich zweijähriger Bauzeit konnte das neue Gotteshaus am 13. August 1913 feierlich eingeweiht werden, die Gesamtbaukosten hatten 295.000 Goldmark betragen.
1963 wurde das Kircheninnere grundlegend renoviert und größere Teile der Innenausstattung entfernt. Die letzte Renovierung fand in den Jahren 1999 und 2000 statt, wobei man versuchte, den ursprünglichen Zustand annähernd wiederherzustellen.

## Architektur

### Außenbau
Die Stadtpfarrkirche St. Walburga liegt zentral in der Altstadt von Beilngries. Weit ragen das mächtige Kirchendach und die beiden Türme über die benachbarten eher behäbigen Jurahäuser und prägen das Erscheinungsbild der Stadt. Insbesondere die 52 Meter hohen, mit grün, gelb und braun glasierten Biberschwanzziegeln in verschiedenen Mustern gedeckten Spitzdächer der Doppeltürme sind zum Wahrzeichen der Stadt geworden.
Ein Anliegen bei der Planung der neuen Kirche war die Gestaltung einer repräsentativen Fassade, in die der alte Kirchturm möglichst unverändert eingebunden werden sollte. Architekt Spannagel löste diese Aufgabe glänzend. Im Süden des alten Turmes wurde ein zweiter Turm in exakt gleichem Ausmaß und barocken Ausschmückungen an Fenster- und Türeinfassungen errichtet. Seine Spitze ist als Laterne mit Doppelkreuz ausgebildet, eine gelungene Ergänzung zum großen goldenen Wetterhahn auf dem ansonsten weitgehend unveränderten Nordturm. Zwischen beide Türme stellte Spannagel eine in den Kirchplatz vorspringende zweigeschossige Vorhalle mit einer offenen zweisäuligen Arkade. Dieser Vorbau erreicht rund zwei Drittel der Höhe des Kirchenschiffs und stellt eine geglückte Verbindung sowohl zwischen beiden Türmen als auch zum übermäßig hohen Kirchenschiff dar.
Nach Westen schließt sich das große, äußerlich weitestgehend schmucklose Langhaus an. Die Längsseiten schwingen in der Mitte bogenförmig nach außen. Diese Rundungen werden jeweils durch ein großes dominantes Radfenster durchbrochen. Den Abschluss nach Westen bildet der halbrunde hohe Chorbau, zu dem zwei mit barockem Zierrat gestaltete Aufgänge hinaufführen. Die südliche Nische zwischen Chor und Langhaus schließt die zweigeschossige Sakristei.

### Innenraum

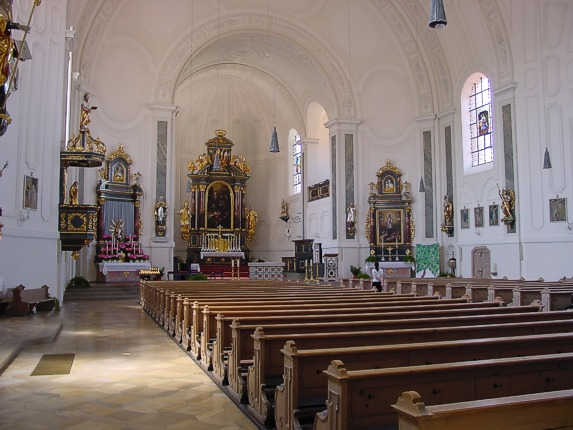
Innenraum der Stadtpfarrkirche St. Walburga

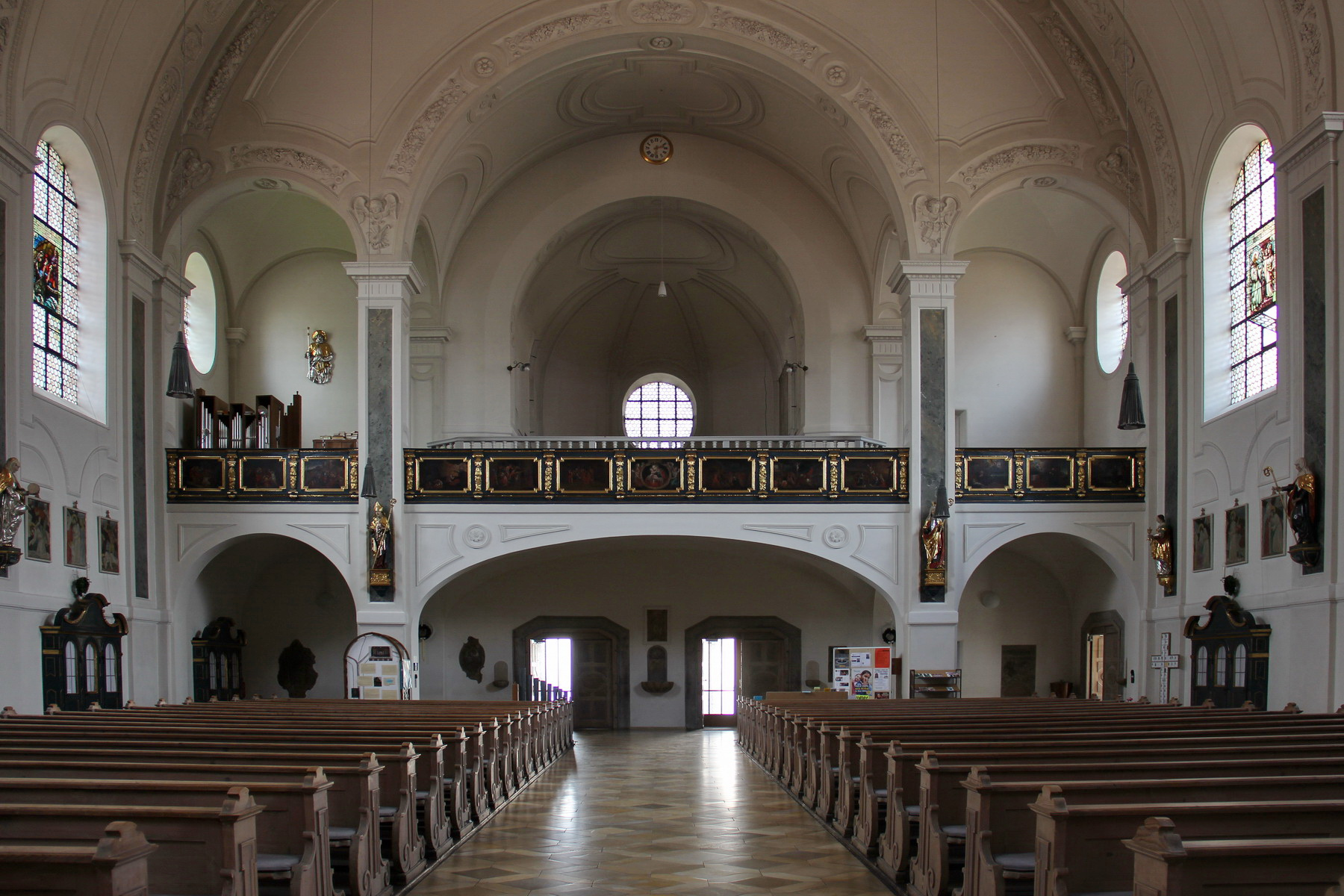
Blick auf die Empore ohne Orgel (aufgenommen während der Restaurierung 2012)

Jeder Besucher, der die Kirche zunächst von außen betrachtet hat, wird überrascht, sobald er durch eine der Türen tritt. Die Weite und Helle des Raumes, die geschmackvolle, auf jeden überflüssigen Prunk verzichtende Einrichtung und die harmonische Aufteilung der riesigen Wand- und Deckenflächen vermitteln einen ersten überzeugenden Gesamteindruck. Zwei bogenförmige Ausbuchtungen an den Längsseiten vergrößern den Raum und durchbrechen das riesige Tonnengewölbe, das scheinbar schwerelos über dem Betrachter schwebt. Zum Chorraum hin senkt sich das Gewölbe, die unübersehbare lateinische Inschrift
DOMUS DOMINI
SUB PATROCINIO S.WALBURGAE
AEDIFICATA
ANNO MDCCCCXII
verkündet, dass dieses Gotteshaus unter dem Schutz der heiligen Walburga steht und im Jahre 1912 errichtet wurde. Die großen, ausschließlich in abgestuften Weißtönen gehaltenen Wand- und Gewölbeflächen sind durch mit grauem Stuckmarmor abgesetzte Wandpfeiler und weit gespannte Gurtbögen gegliedert, letztere geziert von kleinen Engelsköpfen und Stuckrosen zwischen Blüten- und Fruchtornamenten. Die Zwischenräume füllen Rahmen aus einfachen Stuckbändern. Nach dem Tod des Architekten fertigte Prälat Felix Mader den Entwurf der Stuckarbeiten. Beinahe ungehindert strömt das Licht durch die zahlreichen Fenster, besonders durch die beiden großen seitlichen Rundfenster, und füllt das Kirchenschiff mit strahlender Helle. In den Bogenfenstern des Langhauses und des Chorraumes sind neuzeitliche Glasmosaiken eingelassen, die von August Pacher entworfen und in der Werkstatt von Joseph Peter Bockhorni, beide aus München, ausgeführt wurden. Dargestellt sind Szenen und Gleichnisse aus dem Neuen Testament, auf der linken Seite die klugen und die törichten Jungfrauen, der Kaufmann, der eine Perle findet und im Chorraum Martha und Maria, bei denen Jesus einkehrt. Auf der rechten Seite finden sich der reiche Fischfang, das Gleichnis vom Sämann und das Wunder der Brotvermehrung. Die sehr schönen Arbeiten stifteten mehrere alteingesessene Beilngrieser Bürger.

## Ausstattung

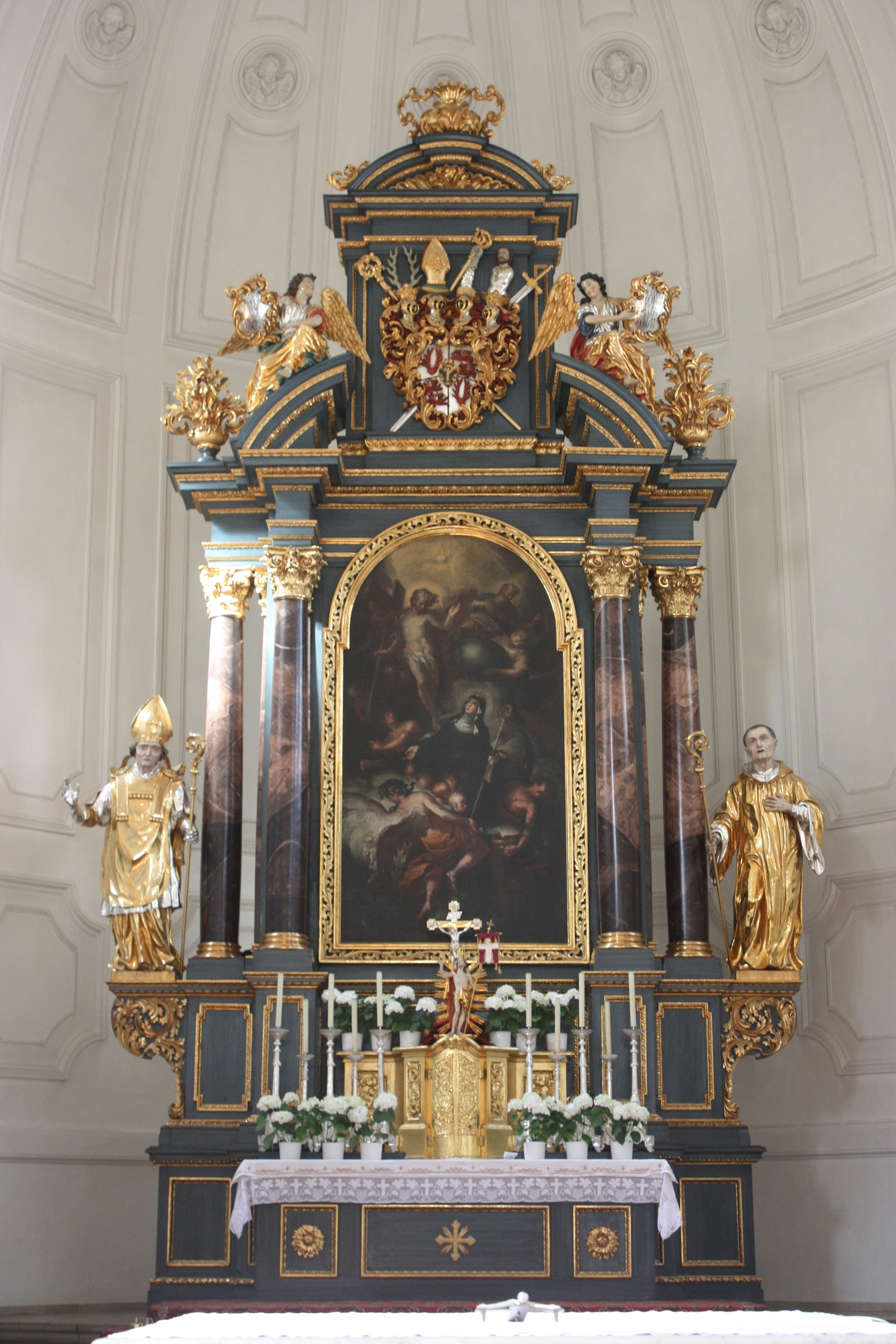
Barocker Hochaltar

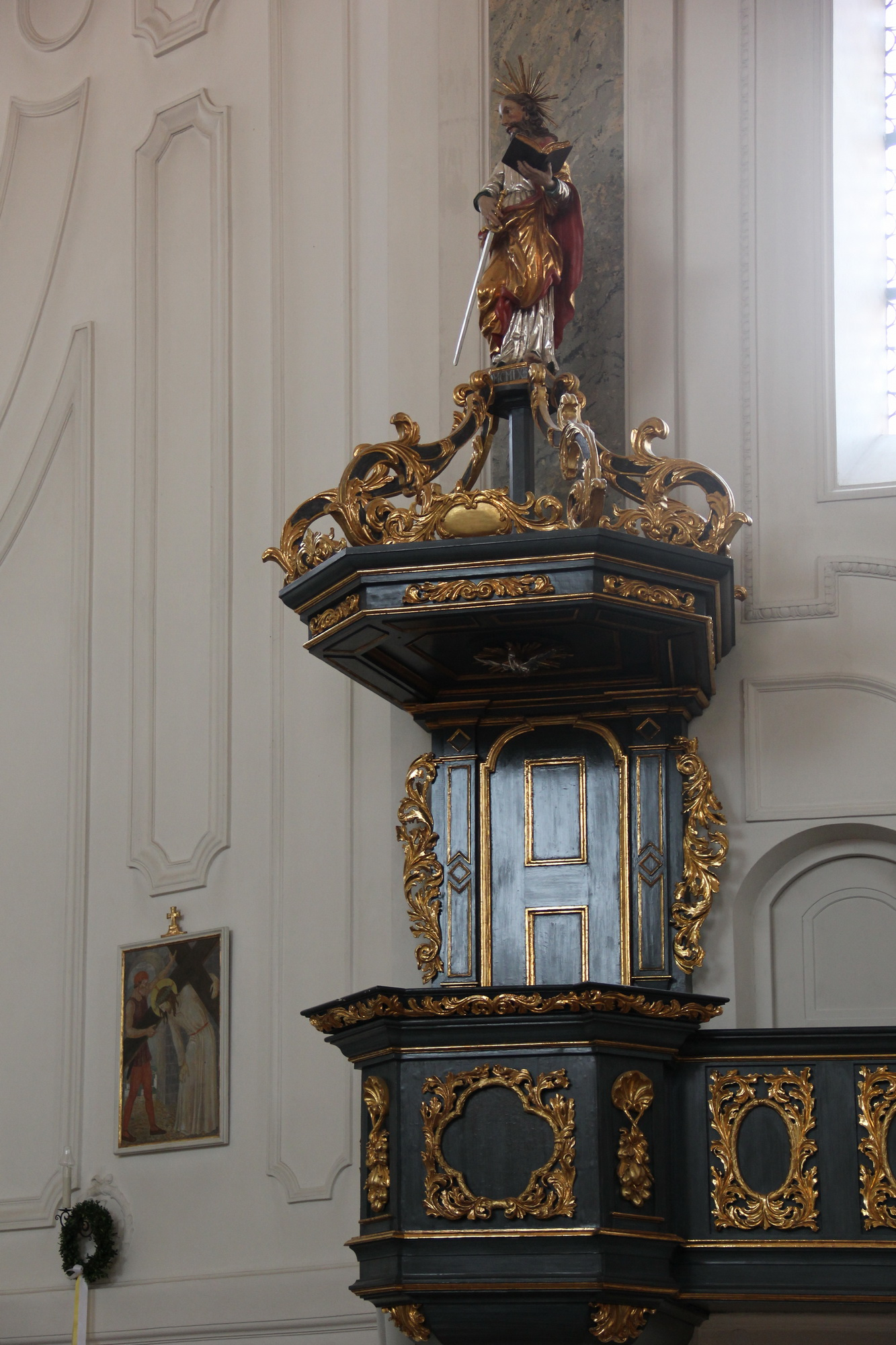
Barocke Kanzel

Beinahe zwangsläufig geht der Blick zum Hochaltar. Zu ihm führen mehrere Stufen hinauf und unterstreichen seine Bedeutung als Mittelpunkt des kirchlichen Lebens. Der Altar stammt aus der Erbauungszeit der Barockkirche. Er ist in Blautönen gefasst und mit goldenen Einzelornamenten versehen. Der Entwurf des Altares stammt von dem Eichstätter Hofbaumeister Jakob Engel, ausführender Tischler war Hans Jakob Bockler; die Schnitzereien fertigte die Eichstätter Bildhauerfamilie Handschuher. Auf wuchtigem Unterbau erheben sich zwei rot marmorierte Säulenpaare mit goldenen korinthischen Kapitelle, die breite Gesimse tragen. Darauf stehen auf gebrochenen Rundbögen zwei große Engelsgestalten, die sich dem vasengeschmückten Altarauszug zuwenden. Dort hat sich der Stifter des Altars mit seinem Wappen verewigt. Einen weiteren Hinweis geben die lateinischen Inschriften auf den Tafeln der Engel. Diese lauten übersetzt: „Johann Euchar, durch Gottes Gnade Bischof von Eichstätt, des Heiligen Römischen Reichs Fürst 1695“. Das unsignierte Altarbild stammt wahrscheinlich von dem fürstbischöflichen und später kurfürstlichen Hofmaler Johann Kaspar Sing. Dargestellt ist die Hl. Walburga in der Verklärung vor der Heiligen Dreifaltigkeit, umgeben von Engeln mit den Attributen des Ölflusses.
Den reich verzierten Tabernakel auf dem Altartisch krönt ein großes Standkreuz. Um den Altar an den neuen, nunmehr wesentlich größeren Kirchenraum anzupassen, wurden die überlebensgroßen Statuen der Diözesanheiligen und Brüder der Kirchenpatronin Walburga, Willibald (links) und Wunibald (rechts) angesetzt. Sie sind ein Werk des Münchner Bildhauers Josef Scheel, 1913 im Stil des neuen Realismus geschnitzt.
Die übrige Einrichtung des Chorraums ist ebenfalls aus der alten Kirche übernommen. Erwähnenswert sind zwei schöne Rokokoreliquiare an den Wänden (ca. 1750), die Reliquien von Maria Goretti und Johannes Nepomuk Neumann beinhalten. Die Malereien an dem reich gegliederten und geschnitzten Chorgestühl zeigen Szenen aus dem Leben der Hl. Familie – beim Tischgebet, beim Spazierengehen (ein Engel reicht dem Jesuskind einen Apfel), beim Schiffleinfahren sowie aus dem Leben des hl. Antonius: der Esel kniet vor dem Allerheiligsten nieder, die Teufelsaustreibung, Predigt an die Fische. An den Brüstungen der Seitenemporen ist die hl. Walburga dargestellt: Äbtissinnenweihe, Überfahrt im Seesturm, Ölfluss, Helferin im Himmel.
Da die früheren Jahrhunderte die Konzelebration nicht kannten, wurden in der Kirche mehrere Altäre benötigt, auf denen zur gleichen Zeit sogenannte Beimessen gefeiert werden konnten. Deshalb stehen in der Kirche auch vier Seitenaltäre. Die beiden Altäre am Chorbogen, jeweils zwischen grauen Marmorpilastern eingepasst, sind ähnlich aufgebaut wie der Hochaltar, jedoch wesentlich einfacher ausgestattet. Sie tragen lediglich zweisäulige Aufbauten mit seitlichen goldenen Akanthusranken. Der linke Seitenaltar zeigt im Altarblatt den hl. Antonis von Padua, der von Maria einen Rosenkranz erhält. Davor steht eine neuere Madonnenfigur. Der Auszug enthält ein Reliefbild des hl. Georg, flankiert von Puttenfiguren. Sie tragen einen Spiegel (Klugheit) und einen Krug (Mäßigkeit). Zusammen mit der Engelsgruppe rechts versinnbildlichen sie die vier Kardinaltugenden. Im Altarblatt des rechten Seitenaltars ist der hl. Franz Xaver dargestellt (um 1841 von J. A. Engelhardt). Den Auszug schmückt ein Halbrelief des hl. Josef, die danebenstehenden kleinen Putti tragen eine Waage (Gerechtigkeit) und eine Palme (Tapferkeit). Die oberen Teile beider Altäre mussten bei der Neuaufstellung ausgewechselt werden, die Schnitzereien führte Bildhauer Scheel aus.
Den Mittelpunkt der Altargruppe bildet der Volksaltar, ein Werk des zeitgenössischen Altöttinger Künstlers Pokorny. Seit der Liturgiereform des 2. Vatikanischen Konzils ist der Volksaltar Ort und Mitte für die Feier des Opfermahles und der Erlösung. Er muss stets in Verbindung mit dem Hochaltar gesehen und verstanden werden. Ihm zugeordnet ist der ein paar Schritte entfernte Ambo, als Ort und Mitte des Wortgottesdienstes. Er stammt vom selben Künstler. Die verschiedenen Kreuze im Unterbau des Ambos und des Volksaltars vergegenwärtigen das Kreuzesopfer Jesu Christi.

### Orgel

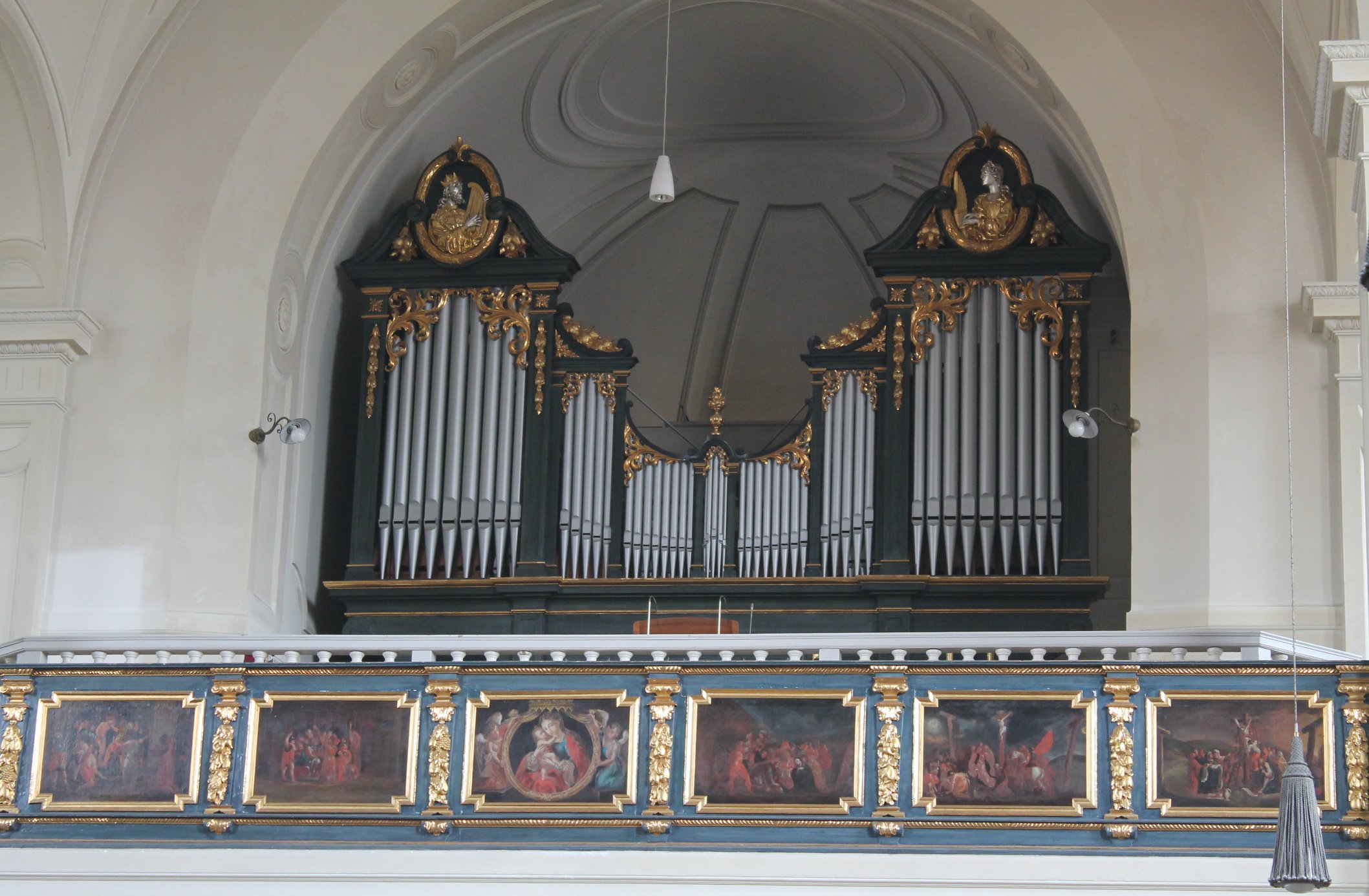
Bittner-Orgel (1913)

Die Orgel wurde 1913 von dem Orgelbauer Joseph Franz Bittner aus Eichstätt errichtet; sie ist das größte erhaltene Instrument der Orgelbauerfamilie Bittner. Das Konzept der Orgel ist durchaus eigenwillig: Sie verfügt über Taschenladen, mechanisch-pneumatische Spiel- und elektropneumatische Registertraktur. Der symmetrische Orgelprospekt in Schwarz und Gold enthält in zwei Medaillons in den Giebeln der äußeren Pfeifengruppen Bildnisse von König David mit einer Harfe und der heiligen Cäcilia, der Patronin der Kirchenmusik.
Ursprünglich wurde, wie zur damaligen Zeit üblich, eine pneumatische Steuerung eingebaut, in diesem Fall mit sogenannten „Schüsselladen“. Diese bestanden aus einem schüsselförmigen, vertieften Holzplättchen auf das eine Ledermembran zur Ansteuerung der Ventile aufgeleimt ist. Bei solchen Registerkanzellen stellte sich jedoch im Laufe der Zeit heraus, dass deren Wartung einen großen zeitlichen und technischen Aufwand erfordert: Um zu einem schadhaften Ventil zu gelangen, müssen sämtliche Pfeifen eines Registers ausgebaut werden.
Deshalb erfolgten in den Jahren 1964 und 1992 jeweils Umbauten, bei denen diese konstruktionsbedingten Mängel behoben werden sollten. 1964 baute man die pneumatische auf eine elektrische Ventilsteuerung um, insbesondere wurden die vormaligen Ledermembranen zur Auslösung des Ventilhubs durch Elektromagneten ersetzt. 1992 wurden die massiven Fundamentplatten der Windladen ausgeschnitten, sodass die einzelnen Ventile von unten ohne Ausbau von Pfeifenmaterial zugänglich waren. Dabei wurden allerdings die Windladen statisch stark geschwächt, sodass in der Folge größere Verformungen auftraten. Außerdem traten nach fast 50 Jahren Mängel an verschiedenen elektrischen Bauteilen auf. Deshalb wurde die Orgel in den Jahren 2010 bis 2012 von der Firma Orgelbau Kuhn aus Männedorf in der Schweiz gründlich restauriert und mit dem historischen Orgelgehäuse wieder auf der Empore im rückwärtigen Bereich der Langhauses eingebaut. Dabei wurden auch die bereits statisch angegriffenen Schüsselladen durch bewährte Taschenladen ersetzt.
Die Disposition der Orgel mit insgesamt 44 Registern auf drei Manualen und Pedal lautet wie folgt:
| I Manual C–g3 |               |        |
| 01.           | Bordun        | 16′    |
| 02.           | Principal     | 08′    |
| 03.           | Gamba         | 08′    |
| 04.           | Salicional    | 08′    |
| 05.           | Rohrflöte     | 08′    |
| 06.           | Octave        | 04′    |
| 07.           | Hohlflöte     | 04′    |
| 08.           | Spitzflöte    | 04′    |
| 09.           | Octave        | 02′    |
| 10.           | Mixtur V      | 02 ⁄3′ |
| 11.           | Cornett III-V | 08′    |
| 12.           | Trompete      | 08′    |

| II Manual C–g3 |                      |        |
| 13.            | Geigenprincipal      | 8′     |
| 14.            | Viola                | 8′     |
| 15.            | Doppelflöte          | 8′     |
| 16.            | Aeoline              | 8′     |
| 17.            | Vox coelestis        | 8'     |
| 18.            | Lieblich Gedeckt     | 8′     |
| 19.            | Quintatön            | 8′     |
| 20.            | Flauto traverse      | 4′     |
| 21.            | Prästant             | 4′     |
| 22.            | Nasat                | 2 ⁄3′  |
| 23.            | Piccolo              | 2′     |
| 24.            | Terzflöte            | 1 3⁄5′ |
| 25.            | Harmonia aetheria IV | 2′     |
| 26.            | Oboe                 | 8′     |
|                | Tremulant            |        |

| III Schwellwerk C–g3 |                 |       |
| 27.                  | Doppelt Gedeckt | 8′    |
| 28.                  | Principal       | 4′    |
| 29.                  | Rohrflöte       | 4′    |
| 30.                  | Quintflöte      | 2 ⁄3′ |
| 31.                  | Gemshorn        | 2′    |
| 32.                  | Mixtur III      | 1 ⁄3′ |
| 33.                  | Clarinette      | 8′    |

| Pedal C–d1 |                 |         |
| 34.        | Principalbass   | 16′     |
| 35.        | Violonbass      | 16′     |
| 36.        | Subbass         | 16′     |
| 37.        | Stillgedeckt    | 16′     |
| 38.        | Quintbass       | 10 2⁄3′ |
| 39.        | Fagott          | 08′     |
| 40.        | Octavbass       | 08′     |
| 41.        | Violoncello     | 08′     |
| 42.        | Flötenbass      | 04′     |
| 43.        | Cornettbass III | 05 1⁄3′ |
| 44.        | Posaune         | 16′     |
| 45.        | Pedaltrompete   | 08′     |

- Koppeln: II/I, III/I, III/II, II/I super, II/I sub, I/P, II/P, II/P sub, III/P
- Spielhilfen: Crescendowalze, Schwelltritt
- Anmerkungen

1. ↑  Auszug aus Nr. 11.
2. ↑  schwellbar
3. ↑  Suboktavausbau (3 Register)
4. ↑  Klaviatur bis f1
5. ↑  Auszug aus Nr. 43.

### Glocken
Das Geläut der Stadtpfarrkirche besteht aus insgesamt acht Glocken, von denen sechs das Hauptgeläut bilden. Die kleinste Glocke wird nur einzeln als Sterbeglocke benutzt. Eine ehemals zum Geläut der Stadtpfarrkirche zählende kleine Glocke wurde auf dem Dachboden der ehemaligen Franziskanerkirche vor einigen Jahren wiedergefunden. Im Zuge der Sanierung der Glocken von. St. Walburga im Jahr 2017 konnte diese Glocke wieder auf dem Nordturm installiert werden. Die Glocken im Einzelnen sind:
| Nr. | Name                          | Gussjahr | Gießer                          | Masse (kg) | Durchmesser (mm) | Nominal (16tel) | Turm     |
| --- | ----------------------------- | -------- | ------------------------------- | ---------- | ---------------- | --------------- | -------- |
| 1   | Dreifaltigkeitsglocke         | 1958     | Friedrich Wilhelm Schilling     | 2677       | 1583             | cis1 −7         | Südturm  |
| 2   | Heilige-Familie-Glocke        | 1958     | Friedrich Wilhelm Schilling     | 1602       | 1321             | e1 −5           | Südturm  |
| 3   | Christus- bzw. Walburgaglocke | 1505     | Konrad Hart                     | 1050       | 1250             | fis1 −1         | Nordturm |
| 4   | Johannesglocke                | 1958     | Friedrich Wilhelm Schilling     | 720        | 1027             | gis1 −7         | Südturm  |
| 5   | Ave-Maria-Glocke              | 1451     | unbekannt                       | 375        | 865              | c2 −9           | Nordturm |
| 6   | Mariä-Himmelfahrt-Glocke      | 1675     | Johann Gordian Schelchshorn     | 200        | 705              | cis2 −11        | Nordturm |
| 7   | Agnus-Dei-Glocke              | 1500     | vermutlich Nürnberger Gießhütte | 150        | 620              | gis2            | Nordturm |
| 8   | Sterbeglocke                  | 1721     | unbekannt                       | 55         | 450              | gis2 -4         | Nordturm |